# 塞尔斯特伦号护航驱逐舰
塞尔斯特伦号护航驱逐舰（英語：USS Sellstrom，舷号：DE-255），是美国海军于第二次世界大战期间建造的一艘埃德索尔级护航驱逐舰，其舰名取自海军十字勋章获得者爱德华·罗伯特·塞尔斯特伦（Edward Robert Sellstrom）少尉。
该舰由少尉的未婚妻吉纳维芙·达尔（Geneyieve Dahl）小姐冠名，于1943年3月16日在德克萨斯州休斯敦布朗造船公司铺设龙骨，随后于5月12日下水。10月12日，塞尔斯特伦号正式服役，交由威廉·路易斯·马洛尼（William Louis Maloney）少校指挥。

## 设计与装备
埃德索尔级护航驱逐舰的设计与巴克利级护航驱逐舰类似，均采用长船体并建有较高的舰桥。该级护航驱逐舰配备3英寸（76毫米）50倍径单装主炮，后续曾计划更换为5英寸（127毫米）38倍径主炮，但最终没有实际执行。该级护航驱逐舰由4台费尔班克斯-莫尔斯38D8-1/8-10内燃机提供动力，总功率最高可达6000匹马力，最高航速21节。其燃料舱可携带312吨重油，在12节航速下航程可达11000海里。此外，该级舰船还配备有较完善的侦查搜索系统，包括SL或SU水面雷达、SA对空雷达、QC声呐系统以及用于监听潜艇无线电的HF/DF天线。

## 服役历史
在百慕大完成试航调整后，塞尔斯特伦号于1943年12月6日驶抵查尔斯顿海军造船厂检修。13日，她离开港口北上并于15日抵达弗吉尼亚州诺福克。1944年1月13日，塞尔斯特伦号跟随第63特遣舰队跨越大西洋前往直布罗陀，31日，舰队顺利抵达目的地并将船团的护航任务转交给当地英国皇家海军。次日，塞尔斯特伦号抵达法属摩洛哥卡萨布兰卡，随即在附近海域开始执行巡逻任务。2月4日，她前往直布罗陀护送另一批船团返航，22日，舰队抵达切萨皮克湾，她在当地离队并于次日驶入布鲁克林造船厂维修补给。
3月10日，塞尔斯特伦号离开长岛前往诺福克，15日，她护送UGS-36船团由切萨皮克湾出发前往比塞大。4月1日凌晨4时许，敌军飞机投下照明弹准备攻击，船团随即开始规避机动并以防空炮火猛烈回击，迫使敌军的5架轰炸机仅对1艘商船发动了有效打击。2天后，船团抵达目的地。4月11日，塞尔斯特伦号护送GUS-36船团返航并于5月1日抵达纽约，次日，她再次进入船厂检修。
5月13日，塞尔斯特伦号驶离纽约前往缅因州卡斯柯湾训练，17日，她前往位于约克敦的海军水雷仓库，23日，她重归护航舰队，护送UGS-43船团前往突尼斯。6月12日，塞尔斯特伦号顺利完成护航任务进驻比塞大修整，20日，她启程护送GUS-43船团返航，最终于7月9日抵达纽约。7月11日，塞尔斯特伦号驶入波士顿海军造船厂检修，24日，她离开船厂前往缅因州海域训练，8月10日，她返回船厂准备新一轮的护航任务。
8月21日至22日，塞尔斯特伦号护送的TCU-35船团陆续驶入苏格兰尤湾和北爱尔兰福伊尔潟湖，塞尔斯特伦号也进入伦敦德里修整。27日，她护送UCT-35船团返航，最终于9月5日抵达美国东岸，此后一段时间，她在康涅狄格州新伦敦海域训练。9月29日，塞尔斯特伦号重归护航舰队，此后直至德国投降，该舰又执行了5次跨大西洋护航任务。
1945年6月17日，塞尔斯特伦号驶抵查尔斯顿装载补给以应对即将到来的太平洋战区任务，23日，她离开港口，经巴拿马运河、旧金山前往阿拉斯加，最终于7月19日抵达埃达克岛。21日至27日，她驻留荷兰港，随后前往冷湾护送一支由1艘扫雷舰和8艘步兵登陆艇组成的船队。此后，塞尔斯特伦号被派往日本北部岛链巡逻警戒。
1945年12月至1946年2月，塞尔斯特伦号一直在太平洋执行任务并先后造访青岛、仁川和珍珠港。3月17日至20日，她经巴拿马运河回到大西洋。6月13日，她在格林科夫斯普林斯退役并加入美国海军预备舰队。1955年10月21日，塞尔斯特伦号被重新分类为雷达哨戒驱逐舰DER-255，11月1日，她被送入布鲁克林造船厂改造。1956年10月1日，塞尔斯特伦号重归现役，完成试航调整后，她被派往大西洋指定海域执行雷达哨戒和气象监测任务。
1960年6月24日，塞尔斯特伦号在德克萨斯州奥兰治退役。1965年11月1日，她自美国海军除籍，随后于1967年4月被出售拆解。

## 荣誉
塞尔斯特伦号服役期间所获荣誉如下：
|  |             |  |
|  | Bronze star |  |

| 战斗行动奖章 （追授） | 中国服役奖章                           | 美国战役奖章           |
| 亚太战役奖章          | 欧洲-非洲-中东战役奖章 （1枚战斗之星） | 第二次世界大战胜利奖章 |

## 历任舰长
| 姓名       | 译名                   | 军衔 | 所属军种       | 任职时间                    |
| ---------- | ---------------------- | ---- | -------------- | --------------------------- |
|            | 威廉·路易斯·马洛尼     | 少校 | 美国海岸警卫队 | 1943年10月12日              |
|            | 威廉·卢埃林·莫里森     | 少校 | 美国海岸警卫队 | 1944年                      |
|            | 卡尔顿·J·施密特        | 少校 | 美国海岸警卫队 | 1945年8月                   |
|            | 马库斯·哈珀·麦克加里蒂 | 上尉 | 美国海岸警卫队 | 1946年1月19日-1946年6月12日 |
|            | W·H·肖                 | 少校 | 美国海军       | 1956年10月1日               |
|            | 罗伯特·斯泰尔斯·肖     | 少校 | 美国海军       | 资料缺失                    |
|            | 埃弗雷特·奥斯丁·帕克   | 少校 | 美国海军       | 1958年9月1日                |
|            | 詹姆斯·怀特尼·马丁     | 少校 | 美国海军       | 1960年2月1日-1960年6月24日  |
| 参考文献： |                        |      |                |                             |